# Teolin (gromada)
Teolin – dawna gromada, czyli najmniejsza jednostka podziału terytorialnego Polskiej Rzeczypospolitej Ludowej w latach 1954–1972.
Gromady, z gromadzkimi radami narodowymi (GRN) jako organami władzy najniższego stopnia na wsi, funkcjonowały od reformy reorganizującej administrację wiejską przeprowadzonej jesienią 1954 do momentu ich zniesienia z dniem 1 stycznia 1973, tym samym wypierając organizację gminną w latach 1954–1972.
Gromadę Teolin z siedzibą GRN w Teolinie utworzono – jako jedną z 8759 gromad – w powiecie sokólskim w woj. białostockim, na mocy uchwały nr 22/V WRN w Białymstoku z dnia 4 października 1954. W skład jednostki weszły obszary dotychczasowych gromad Teolin, Przystawka, Sitawka, Rudawka i Sosnowe Bagno ze zniesionej gminy Janów w tymże powiecie. Dla gromady ustalono 13 członków gromadzkiej rady narodowej.
31 grudnia 1959 gromadę Teolin zniesiono, włączając ją do gromad Białousy (wieś Teolin oraz kolonie Sosnowe Bagno, Cimoszka i Stoczek) i Janów (wsie Przystawka, Sitawka i Rudawka oraz kolonię Podrudawka).